# Wereldkampioenschappen wielrennen 1952
De wereldkampioenschappen wielrennen op de weg van 1952 vonden plaats op 23 en 24 augustus in Luxemburg (stad).

## Beroepsrenners

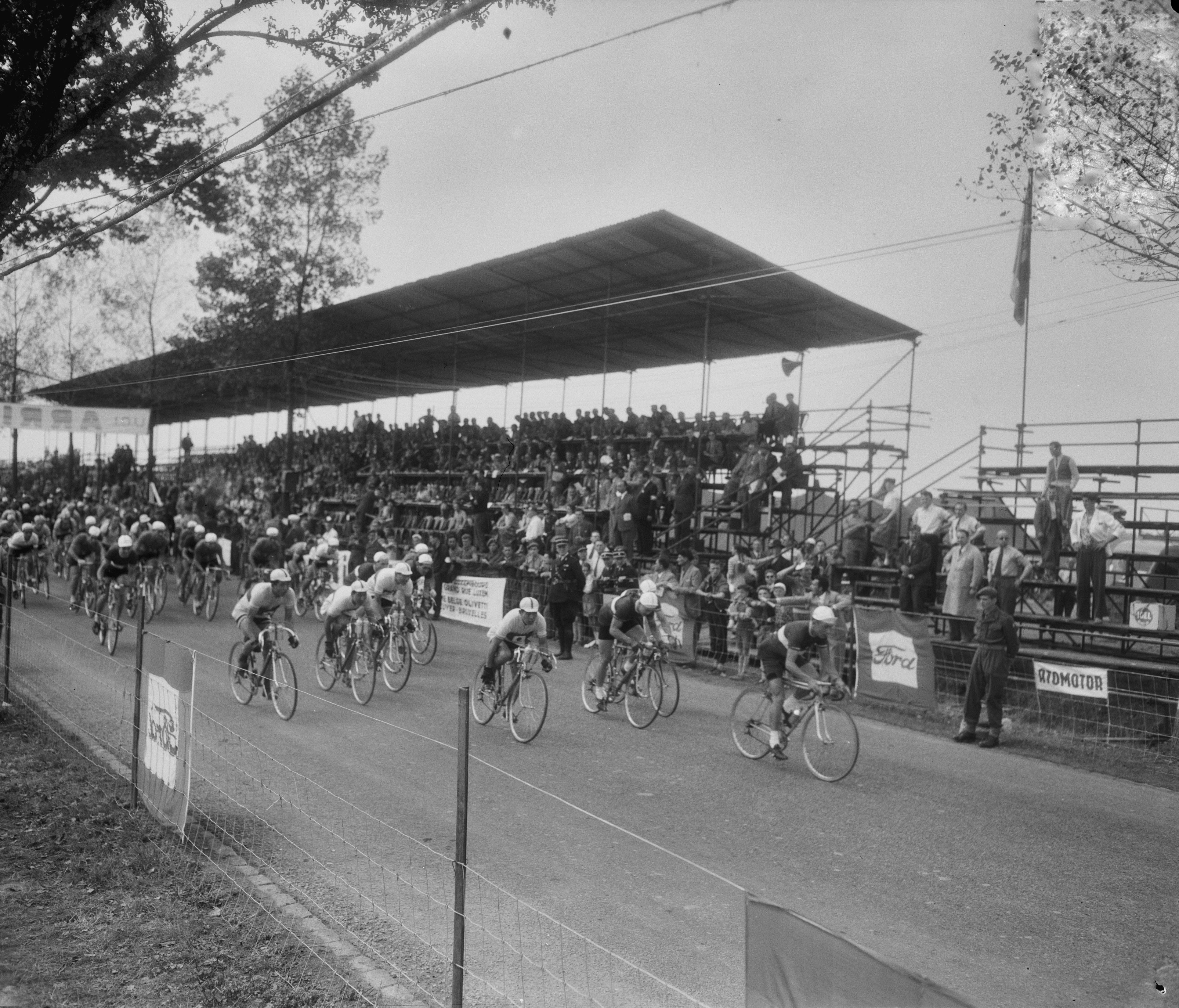
WK wielrennen 1952

Het wereldkampioenschap voor de profs werd gereden op zondag 24 augustus. Er deden 48 renners uit 9 landen aan mee. De wedstrijd was 280 kilometer lang en ging over 16 ronden van 17,5 kilometer. De wedstrijd werd een "slaapverwekkende historie" waarin de favorieten zich spaarden voor de eindspurt. Maar die werd verrassend gewonnen door de Duitse outsider Heinz Müller vóór de Zwitser Gottfried Weilenmann en een andere Duitser, Ludwig Hörmann. Müller werd zo de eerste Duitse wereldkampioen bij de beroepsrenners.

### Uitslag
| Plaats | Renner               | Land           | Tijd     |
| ------ | -------------------- | -------------- | -------- |
| 1      | Heinz Müller         | West-Duitsland | 7u05'51" |
| 2      | Gottfried Weilenmann | Zwitserland    | z.t.     |
| 3      | Ludwig Hörmann       | West-Duitsland | z.t.     |
| 4      | Fiorenzo Magni       | Italië         | z.t.     |
| 5      | Robert Varnajo       | Frankrijk      | z.t.     |
| 6      | Henk Faanhof         | Nederland      | z.t.     |
| 7      | Jean Baldassari      | Frankrijk      | z.t.     |
| 8      | Louison Bobet        | Frankrijk      | z.t.     |
| 9      | Rik Van Steenbergen  | België         | z.t.     |
| 10     | Antonio Bevilacqua   | Italië         | z.t.     |

Tot en met de 29e plaats werden de renners ex aequo geklasseerd op de tiende plaats.

## Amateurs

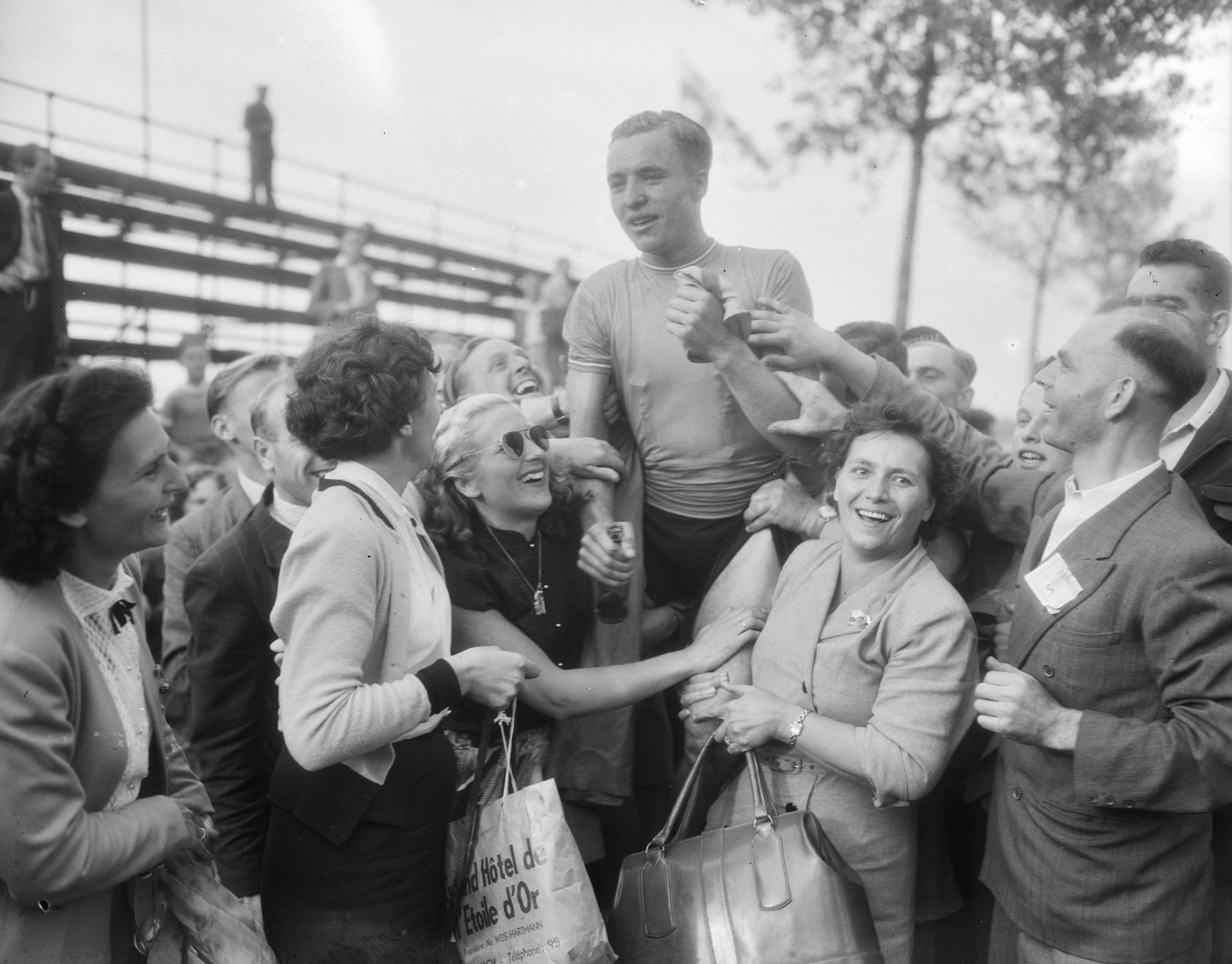
Piet van den Brekel denkt nog dat hij de winnaar is

De wedstrijd voor de amateurs werd gereden op zaterdag 23 augustus. Hij was 175 kilometer lang (10 ronden) en werd beslist in een spurt van een groep van zeventien renners, die op een grote verwarring uitdraaide. De Nederlander Piet van den Brekel en de Italiaan Luciano Ciancola reden quasi gelijk over de finish. Zelfs de finishfoto kon geen duidelijk verschil tonen. Eerst kreeg Van den Brekel de bloemen, maar even later werd de Italiaan tot wereldkampioen uitgeroepen. Van den Brekel werd 's avonds nog gediskwalificeerd omdat hij onderweg een reservefiets van een toeschouwer had aangenomen. André Noyelle werd zo tweede en de Luxemburger Roger Ludwig derde.

### Uitslag
| Plaats | Renner           | Land      | Tijd     |
| ------ | ---------------- | --------- | -------- |
| 1      | Luciano Ciancola | Italië    | 4u22'11" |
| 2      | André Noyelle    | België    | z.t.     |
| 3      | Roger Ludwig     | Luxemburg | z.t.     |

1921 · 
1922 · 
1923 · 
1924 · 
1925 · 
1926 · 
1927 · 
1928 · 
1929 · 
1930 · 
1931 · 
1932 · 
1933 · 
1934 · 
1935 · 
1936 · 
1937 · 
1938 · 
1946 · 
1947 · 
1948 · 
1949 · 
1950 · 
1951 · 
1952 · 
1953 · 
1954 · 
1955 · 
1956 · 
1957 · 
1958 · 
1959 · 
1960 · 
1961 · 
1962 · 
1963 · 
1964 · 
1965 · 
1966 · 
1967 · 
1968 · 
1969 · 
1970 · 
1971 · 
1972 · 
1973 · 
1974 · 
1975 · 
1976 · 
1977 · 
1978 · 
1979 · 
1980 · 
1981 · 
1982 · 
1983 · 
1984 · 
1985 · 
1986 · 
1987 · 
1988 · 
1989 · 
1990 · 
1991 · 
1992 · 
1993 · 
1994 · 
1995 · 
1996 · 
1997 · 
1998 · 
1999 · 
2000 · 
2001 · 
2002 · 
2003 · 
2004 · 
2005 · 
2006 · 
2007 · 
2008 · 
2009 ·
2010 · 
2011 · 
2012 · 
2013 · 
2014 · 
2015 · 
2016 · 
2017 · 
2018 · 
2019 · 
2020 ·
2021 ·
2022 ·
2023 ·
2024 ·
2025 ·
2026